# Neuer Jüdischer Friedhof (Fürth)

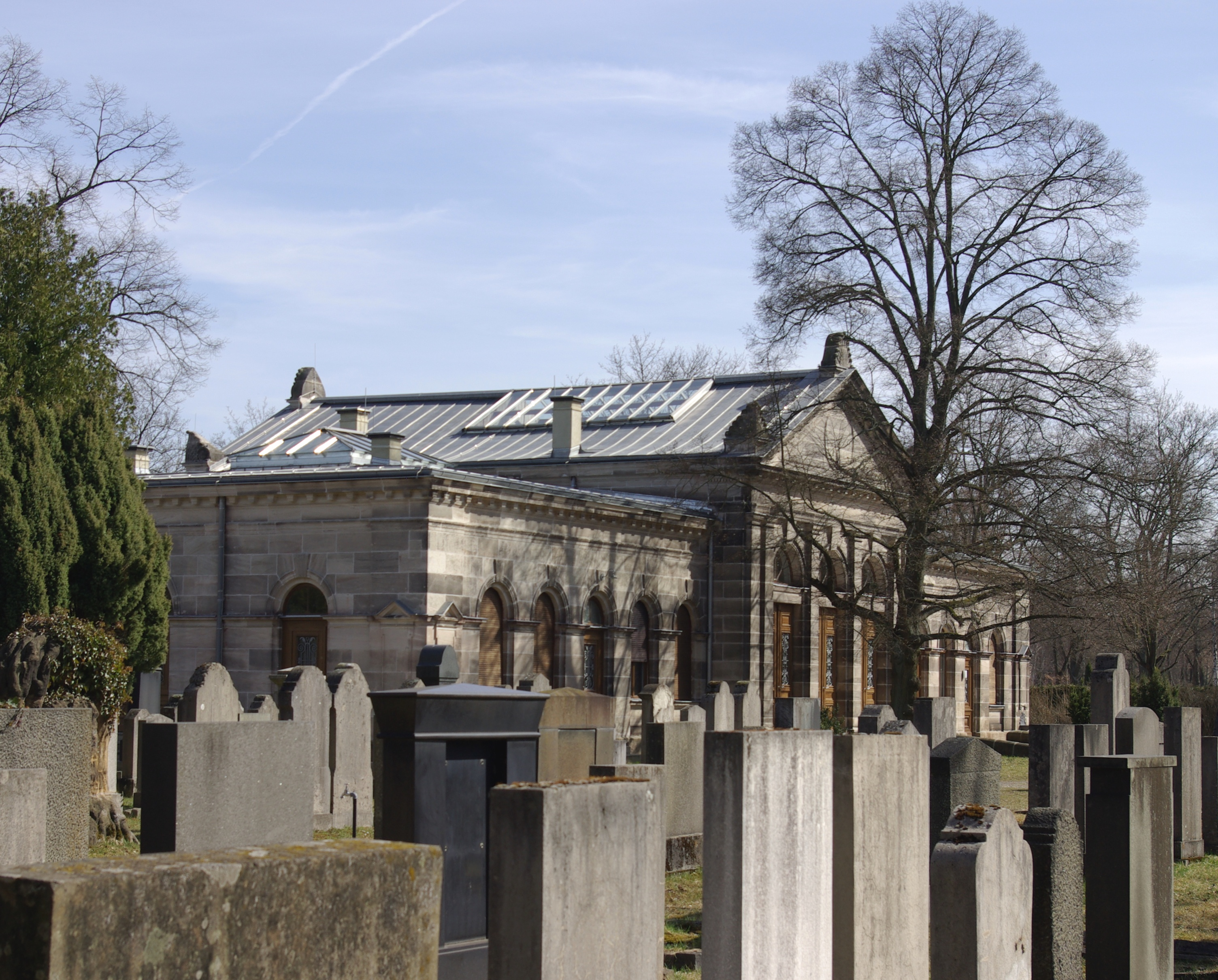
Blick über den Neuen Jüdischen Friedhof zur Trauerhalle, 2011

Der Neue Jüdische Friedhof ist eine von zwei Begräbnisstätten der Israelitischen Kultusgemeinde in Fürth. Der Friedhof ist seit 1906 in Gebrauch.

## Lage
Der Friedhof liegt an der Erlanger Straße 99 im Stadtteil Ronhof am südlich angrenzenden Städtischen Hauptfriedhof. Im Westen des Friedhofs verläuft das Flusstal der Regnitz.

## Geschichte

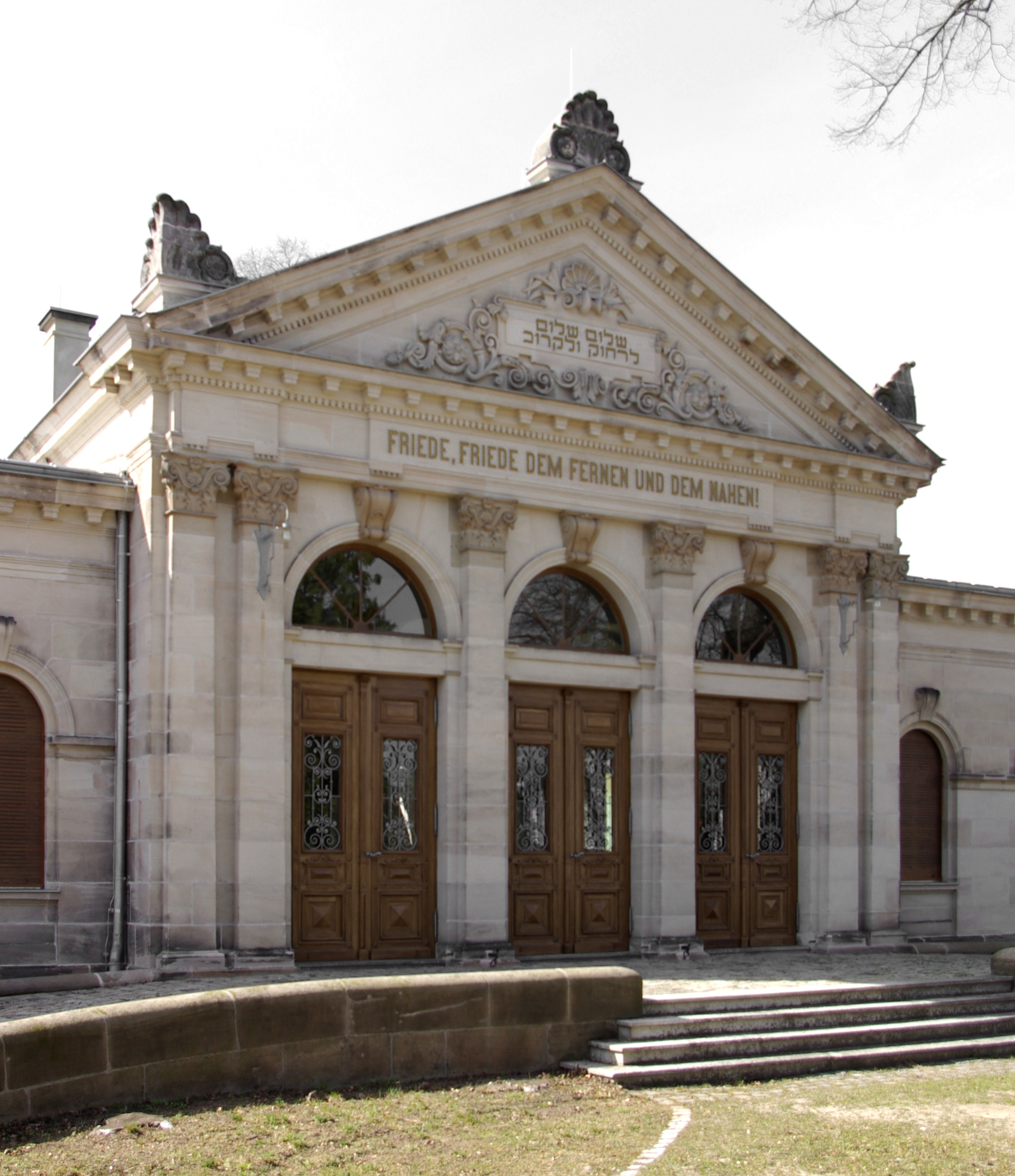
Trauerhalle, 2011

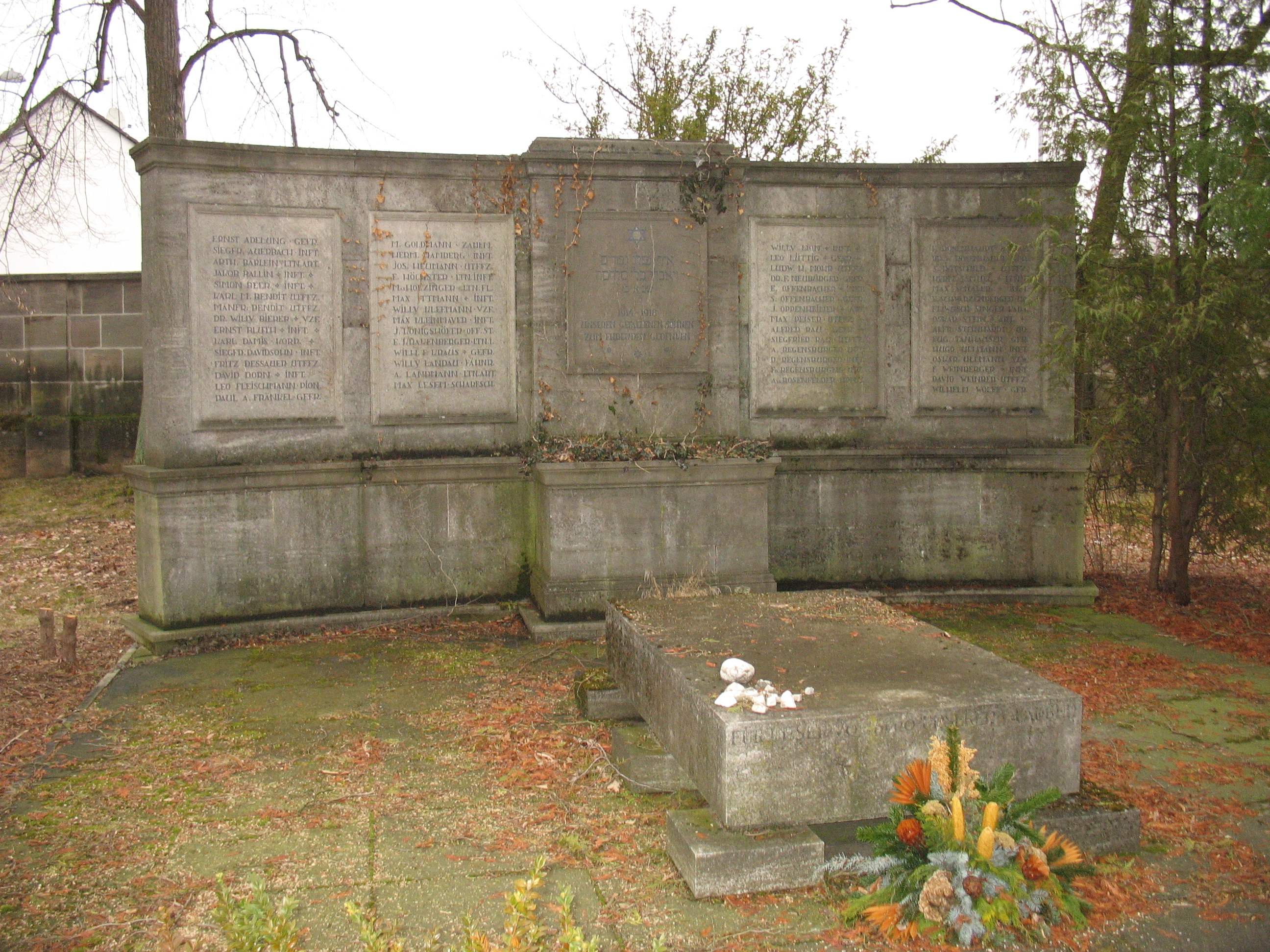
Krieger- und Holocaust-Denkmal, 2011

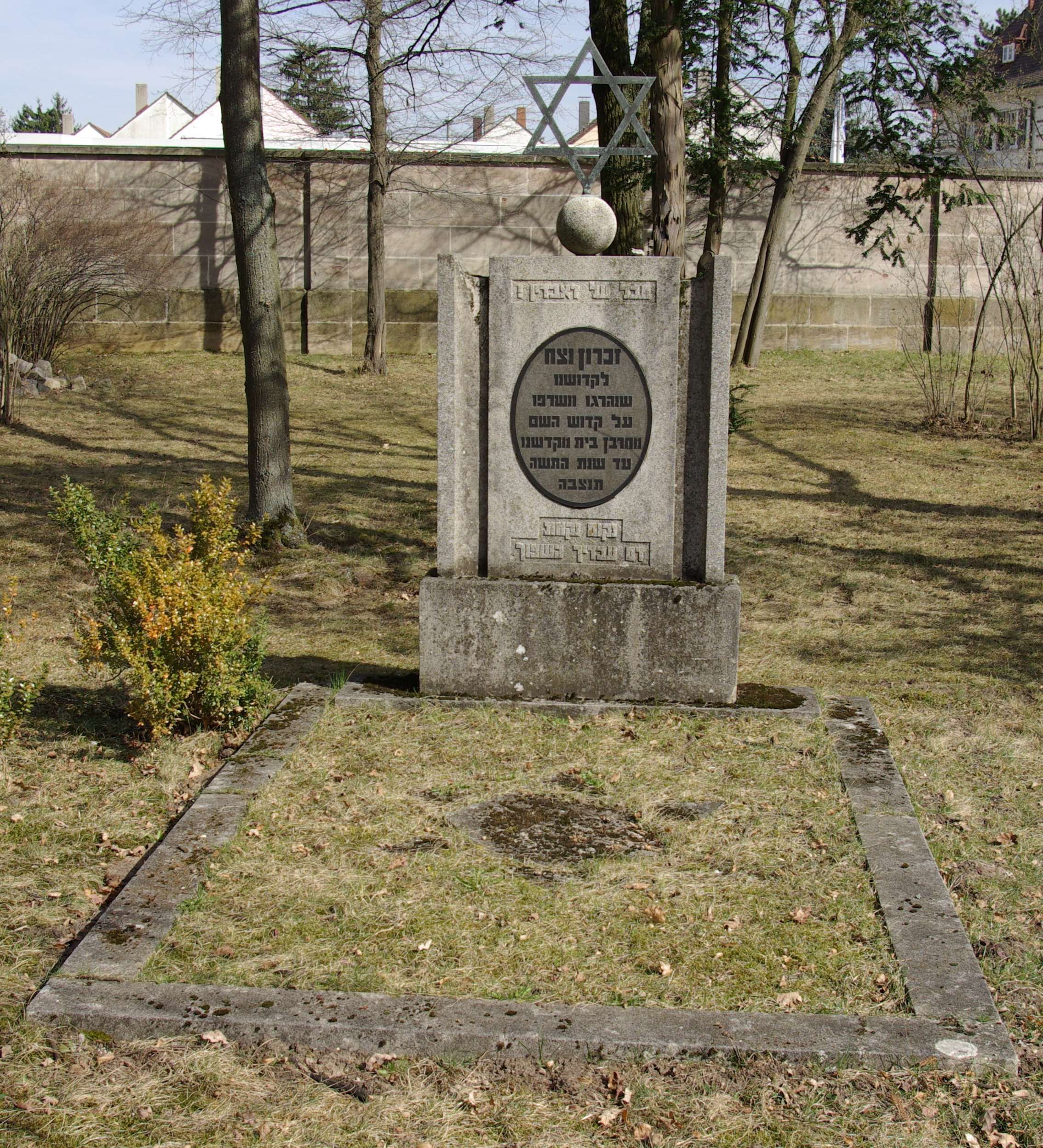
Gedenkstein aus dem DP-Lager Finkenschlag, 2011

Die jüdische Gemeinde in Fürth wuchs in der zweiten Hälfte des 19. Jahrhunderts schnell. Die Industrialisierung zog viele jüdische Kaufleute aus den ländlichen Gebieten Frankens an. Nachdem sich abzeichnete, dass die Kapazität des Alten Friedhofs nicht mehr ausreichte, erwarb die jüdische Gemeinde im Jahr 1880 ein Grundstück nördlich des Städtischen Hauptfriedhofs, der 1881 eröffnet wurde. Das Grundstück lag seinerzeit weit außerhalb der Stadt in einem Gemeindewald auf Ronhofer Gebiet. Der Neue Jüdische Friedhof wurde 1906 eingeweiht.
Die 1901/02 erbaute Trauerhalle wurde von dem renommierten Fürther Architekten Adam Egerer im Neorenaissance-Stil entworfen. In dem Gebäude, das nach 1945 mehrmals erneuert wurde, sind seit Juli 1997 die Namen von 890 in der Zeit des Nationalsozialismus ermordeten Fürther Juden auf Steintafeln angebracht.
Ein Kriegerdenkmal erinnert an die im Ersten Weltkrieg gefallenen Mitglieder der jüdischen Gemeinde Fürth. Davor liegt ein Gedenkstein für die Opfer des Holocaust. In der Nähe befindet sich ein weiteres Holocaust-Denkmal mit hebräischer Inschrift. Es wurde 1947 im DP-Lager Finkenschlag aufgestellt und 1949 an seinen heutigen Standort gebracht.
Der Neue Jüdische Friedhof wurde bereits 1928 geschändet. Weitere Verwüstungen fanden während der Zeit des Nationalsozialismus statt, wobei auch die Trauerhalle stark beschädigt wurde. Der Friedhof dient der Israelitischen Kultusgemeinde Fürth noch heute als letzte Ruhestätte für ihre Toten. Eine umfassende Dokumentation der Grabstätten mit detaillierten biographischen Angaben zu den Verstorbenen ist 2019 erschienen.

## Gräber bekannter Persönlichkeiten
- Nathan Krautheimer (1854–1910), Unternehmer und Stifter (Krautheimer Krippe)
- Jean Mandel (1911–1974), Mitbegründer des Landesverbandes der Israelitischen Kultusgemeinden in Bayern
- Hugo Nothmann (1889–1979), Studienrat
- Leo Rosenthal (1886–1958), Mitglied des Fürther Stadtrats, Vorstand der Israelitischen Kultusgemeinde Fürth
- Jakob Salzträger (1912–1998), Schammes, Vorstand und Ehrenvorsitzender der Jüdischen Gemeinde Fürth
- David Spiro (1901–1970), Rabbiner im Rabbinat Warschau, Mitbegründer der Israelitischen Kultusgemeinde Fürth nach dem Zweiten Weltkrieg